# 니나가와 미카
니나가와 미카(일본어: 蜷川実花, 1972년 10월 18일 ~ )은 일본의 사진작가이자 영화 감독이다. 애칭은"니나미카". 코야마 토미오 갤러리에 소속되었다. 2020년 도쿄 올림픽·패럴림픽 조직위원회 이사를 역임하고 있다 .

## 약력
연출가·영화 감독 니나가와 유키오와 퀼트 작가의 마야마 토모코(니나가와 히로코) 부부 사이에 첫 아이로 출생해, 여동생이 한 명있다. 사촌언니은 여배우 니나가와 유키, 니나가와 미호. 도호여자고등학교와 다마 미술대학 그래픽학과를 졸업하였다. 1997년에 첫 번째 결혼을 했으나 그 후 이혼. 2004년 에 재혼했으나 2007년 이혼. 그해 12월 11일에 첫 아이 (아들)를 출산했다.
2001년에는 일본에서 가장 권위있는 기무라 이헤에 사진상을 수상하였다. 여러 가지 패션잡지나 음악앨범자켓, 광고의 상업사진촬영을 하고 있다. 단편영화인 《Cheap Trip》으로 영화감독 활동을 시작하였으며, 2007년 2월 24일 개봉한 영화 《사쿠란》(さくらん)의 감독을 맡았다. 일본적인 소재를 이용한 강렬한 색채와 뛰어난 질감표현이 특징이다.

## 감독 작품

### 영화
- 2007년 《사쿠란》
- 2012년 《헬터 스켈터》
- 2019년 《Diner 다이너》
- 2019년 《인간실격 다자이 오사무와 3명의 여자들》

### 텔레비전
- 2020년 《팔로워들》

### 뮤직 비디오
- AKB48
  - 2010년 〈헤비 로테이션〉 - 자켓 사진 담당
  - 2011년 〈요비스테 판타지〉 (呼び捨てファンタジー)

"우에카라 마리코" Type-B 수록곡.
- - 2012년 〈Sugar Rush〉

"Wreck-It Ralph" 수록곡.
- - 2013년 〈사요 나라 크롤〉 - 자켓 사진 담당
- 산사이메 J Soul Brothers
  - 2012년 〈하나비〉 (花火) - 자켓 사진 담당
  - 2012년 〈Powder Snow ~ 영원히 끝나지 않는 겨울~〉 - 자켓 사진 담당
- EXILE TAKAHIRO
  - 2013년 〈일천 일초〉(一千一秒) - 자켓 사진 담당
- 유즈
  - 2007년 〈내일은 날씨가 좋아졌으면〉(明日天気になぁれ)
  - 2013년 〈비온뒤 화창해질꺼야〉(雨のち晴レルヤ}) - 자켓 사진 담당
- 코다 쿠미
  - 2013년 〈핑크 스파이더〉

"Color the Cover "수록곡, UULA 드라마도 감독.
- GLAY
  - 2014년 〈BLEEZE〉 - 자켓 사진 담당
- NEWS
  - 2015년 〈KAGUYA〉

### CM
- 2014년 Folli Follie 오리지날 넷 무비 〈Folli Follie Japan Presents "A Day with Masami Nagasawa" Directed by Mika Ninagawa〉 - 나가사와 마사미 출연

### 협업
- gateau festa harada X mika ninagawa 발렌타인 에디션 보관됨 2017-02-02 - 웨이백 머신

## 수상 이력
- 1996년 제9회 사진3.3m 전 그랑프리
- 1996년 제13회 캐논 사진 신세기 우수상
- 1998년 제9회 코니카 사진 장려상
- 2001년 제26회 기무라 이헤에 사진상
- 2006년 제13회 VOCA 전 오오하라 미술관상